# 1807 en santé et médecine
| Années de la santé et de la médecine : 1804 - 1805 - 1806 - 1807 - 1808 - 1809 - 1810    |
| Décennies de la santé et de la médecine : 1770 - 1780 - 1790 - 1800 - 1810 - 1820 - 1830 |

Cet article présente les faits marquants de l'année 1807 en santé et médecine.

## Prix
- Médailles de la Royal Society
  - Médaille Copley : Everard Home (1756-1832)[1].

## Naissances
- 14 janvier : Isidore Valleix (mort en 1855), médecin français.
- 26 février : Théophile-Jules Pelouze (mort en 1867), pharmacien et chimiste français.

## Décès
- 16 mars : Pierre Lassus (né en 1741), chirurgien français.
- 27 juillet : Pierre Marie Auguste Broussonet (né en 1761), médecin et naturaliste français.